# Бунтрокк, Фриц
Фриц Вильгельм Бунтрокк (нем. Fritz Wilhelm Buntrock; 8 марта 1909, Оснабрюк, Германская империя — 24 января 1948, Краков, ПНР) — унтершарфюрер СС, рапортфюрер в концлагере Освенцим.

## Биография
Фриц Бунтрокк родился 8 марта 1909 года в Оснабрюке. По профессии был кузнецом. В 1935 году был зачислен в ряды СС (№ 259831), а 1 мая 1937 года вступил в НСДАП (билет №  4435972). Во время Второй мировой войны с июля 1942 по август 1944 года служил в концлагере Освенцим, где был рапортфюрером и начальником семейного лагеря для евреев из чешского гетто Терезиенштадт. В марте 1944 года Бунтрокк участвовал в уничтожении 3791 заключённого в газовой камере. В начале августа 1944 года, когда цыганский лагерь Освенцима был расформирован, он в качестве раппортфюрера конвоировал отправку евреев в газовую камеру. Из-за своего жестокого поведения он получил в лагере прозвище «Бульдог». От Бунтрокка исходит высказывание: «Куда бы я ни пошёл, там больше не растёт трава». Кроме того, он был награждён Крестом «За военные заслуги» 2-го класса с мечами.
После окончания войны Бунтрокк предстал перед Верховным национальным трибуналом и на Первом Освенцимском процессе 22 декабря 1947 года был приговорён к смертной казни через повешение. 24 января 1948 года приговор был приведён в исполнение.